# Mönchhof (Thüringen)

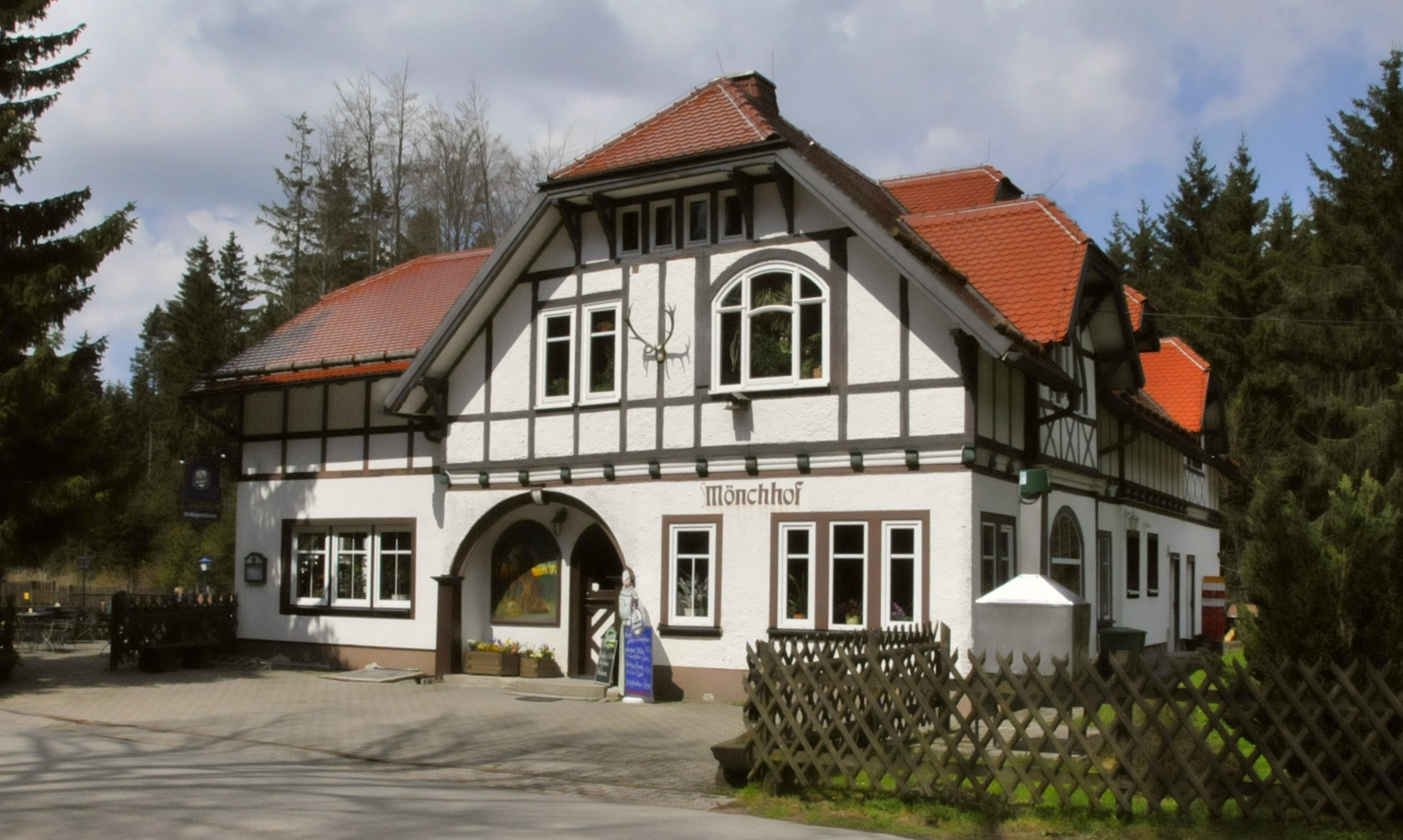
Mönchhof

Das Waldgasthaus Mönchhof ist ein regional bekanntes Ausflugslokal im Thüringer Wald nahe Elgersburg im Ilm-Kreis in Thüringen.

## Lage
Der Mönchhof liegt in 753 m Höhe ü. NN am oberen Ende des Jüchnitztales an der Schmücker Straße (ehem. L 2645), die das Anwesen mit Elgersburg verbindet und hier endet. Ihre Verlängerung führt als Forststraße weiter zur Schmücke. Sie wird auch Salzmannstraße genannt.
Der Mönchhof liegt an der Stelle einer früheren Kapelle und eines Forsthauses auf der Gemarkungsgrenze von Elgersburg und Ilmenau-Manebach. Nordnordöstlich liegt in etwa einem Kilometer Entfernung der Gipfel des 799 m hohen Rumpelsbergs, 800 Meter östlich liegt die Kuppe des Bundschildskopfs in 785 m Höhe, im Südsüdosten mit 771 m der Hirschkopf und im Südsüdwesten der 784 m hohe Leimbühl.

## Geschichte

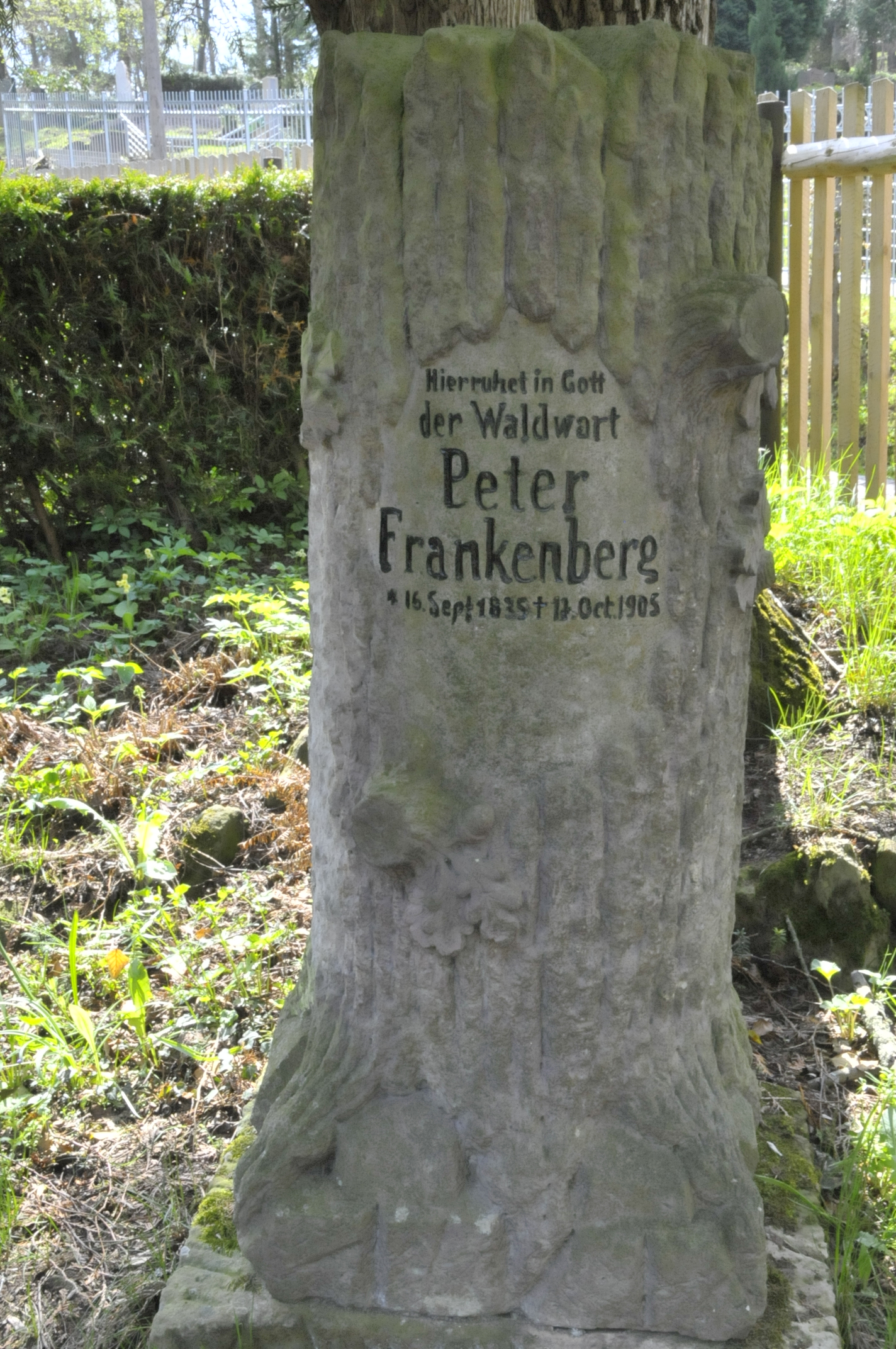
Grabstein von Frankenberg auf dem Friedhof in Elgersburg

### Anfänge bis 1877
Im Mittelalter errichtete das Kloster Ichtershausen an der Stelle des heutigen Gasthofs eine kleine Kapelle und Nebengebäude, in denen ein Laienbruder wohnte, der den nahe gelegenen Klosterwald pflegte und bewirtschaftete. Im Zuge der Reformation und mit der Auflösung des Klosters Ichtershausen verfiel das Anwesen mit der Kapelle. Einzige Zeugnisse aus dieser Zeit sind die Mönchsteine und ein Gewölbekeller. Zudem weisen noch alte Flurnamen auf Klosterbesitz hin: Der Bergrücken zwischen Geraberg und Elgersburg beispielsweise heißt auch heute noch Mönchsheide, und der Wald am Westabhang des Rumpelsbergs hin zum Jüchnitztal heißt Mönchswald.
Auf den Grundmauern der mittelalterlichen Kapelle wurde im Jahre 1852 ein Holzhäuschen gebaut. Dem Bewohner oblag die Pflicht, Wegezoll einzutreiben und die vorbeikommenden Wanderer, Handwerker oder Waldarbeiter zu verköstigen.

### Ab 1878
Seit 1878 bewohnte für 27 Jahre der Förster, Wirt und Wegewart Peter Frankenberg das Forsthaus. Durch so genannte Hirschparaden wurde er regional sehr bekannt: Sobald Frankenberg eine bestimmte Melodie pfiff, kam das Rotwild und fraß unter den Augen der Zuschauer in der Scheune dem Förster aus der Hand, alte Fotos belegen dies. Nach seinem Tod am 11. Oktober 1905 wurde Frankenberg auf dem Elgersburger Friedhof beigesetzt. Im Oktober 2005 pflanzte man zu seinen Ehren eine Douglasie vor dem Gasthaus.

### Ab 1908
Bedingt durch den steigenden Fremdenverkehr wurde der nun Mönchhof genannte Bau im Jahre 1908 unter dem neuen Förster Röder aus Manebach durch einen neuen Fachwerkbau erweitert, so wie er heute noch zu sehen ist. Schon vier Jahre später, nach dem Beginn des Ruhestands von Röder, war die Geschichte des Anwesens als Forsthaus zu Ende. Der Gasthof wurde von den Röders noch ein paar Jahre bewirtschaftet, worauf noch andere Wirte folgten. 1926 wurde das Anwesen durch den Gehlberger Paul Teichmüller von Röder Junior übernommen, der daraus wieder eine attraktive Gaststätte machte. Ganz besonders interessierte die Besucher des Mönchhofs die in Gattern aufgezogenen Hirschkühe. Während und nach dem Ersten Weltkrieg versorgte Teichmüller die Bevölkerung mit selbsterzeugten landwirtschaftlichen Produkten. Auch unterstützte er die unter Heizkohle mangelnden Menschen bei der Suche nach Brennholz. Teichmüller kehrte 1956, nach 30 Jahren, wieder in seinen Heimatart zurück.

### 1956 bis 1976
Als Nächstes übernahm 1956 seine Angestellte Hella Freund für zwei Jahre die Gaststätte. Nachfolger wurde das Ehepaar Keune aus Geraberg. In ihrer Pachtzeit erfolgten wesentliche Um- und Einbauten, die die Gaststätte noch erfolgreicher werden ließen: Einbau von Wassertoiletten, Sanierung der Küchenräume, Überdachung des Abstellraums, Neueindeckung des Dachs, Einrichtung eines Kinderspielplatzes, nur: elektrischer Strom und eine öffentliche Wasserversorgung fehlte noch, das Wasser kam per benzinbetriebener Pumpe aus dem Hirschgrund.
Im Jahre 1966 besuchte Walter Ulbricht das Waldgasthaus und erfuhr von diesem Mangel. Aus seinem Budget stellte er zur Deckung der Materialkosten 80.000 Mark zur Verfügung und bestimmte, dass die Arbeiten durch das NAW durchgeführt werden sollte. Nachdem am Ende der Arbeiten 200.000 Mark ausgegeben worden waren, konnte der Bürgermeister am 1. Dezember 1967 unter großer Anteilnahme zahlreicher Gäste das elektrische Licht einschalten und der Wirt Willy Keune die Petroleumlampe auslöschen. Ein Jahr später musste das Kabel wegen Verlegungsfehlern für 50.000 Mark neu verlegt werden. Durch die Elektrifizierung war jetzt auch die Wasserversorgung gesichert und verbessert. Die Keunes schieden als Gastwirte im Jahre 1976 aus Altersgründen aus.

### 1976 bis heute
Der Erfurter Gastwirt Lothar Eisenhardt übernahm das Gasthaus 1976 und renovierte erneut: Neue Fenster, neue Holzvertäfelung innen, neues Dach. Er ging 1978 wieder zurück nach Erfurt.
Von 1980 bis 1991 wurde die Gaststätte von einem neuen Betreiber bewirtschaftet. Die politische Wende hatte auch eine Wende der Bewirtschaftung mit sich gebracht: Seitdem betreibt Familie Schmidt den Gasthof.

## Die Mönchssteine

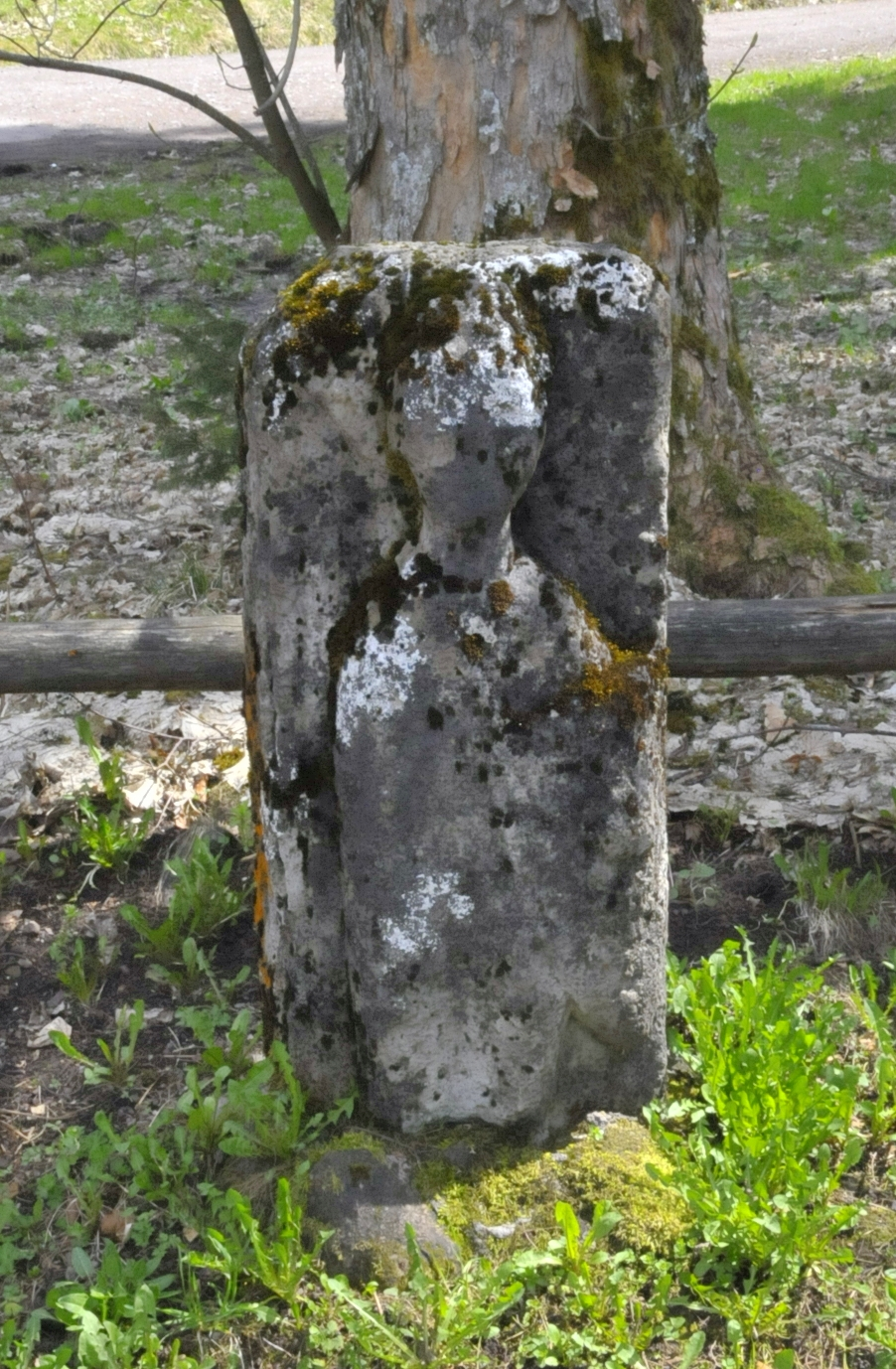
Mönchsstein beim Mönchhof

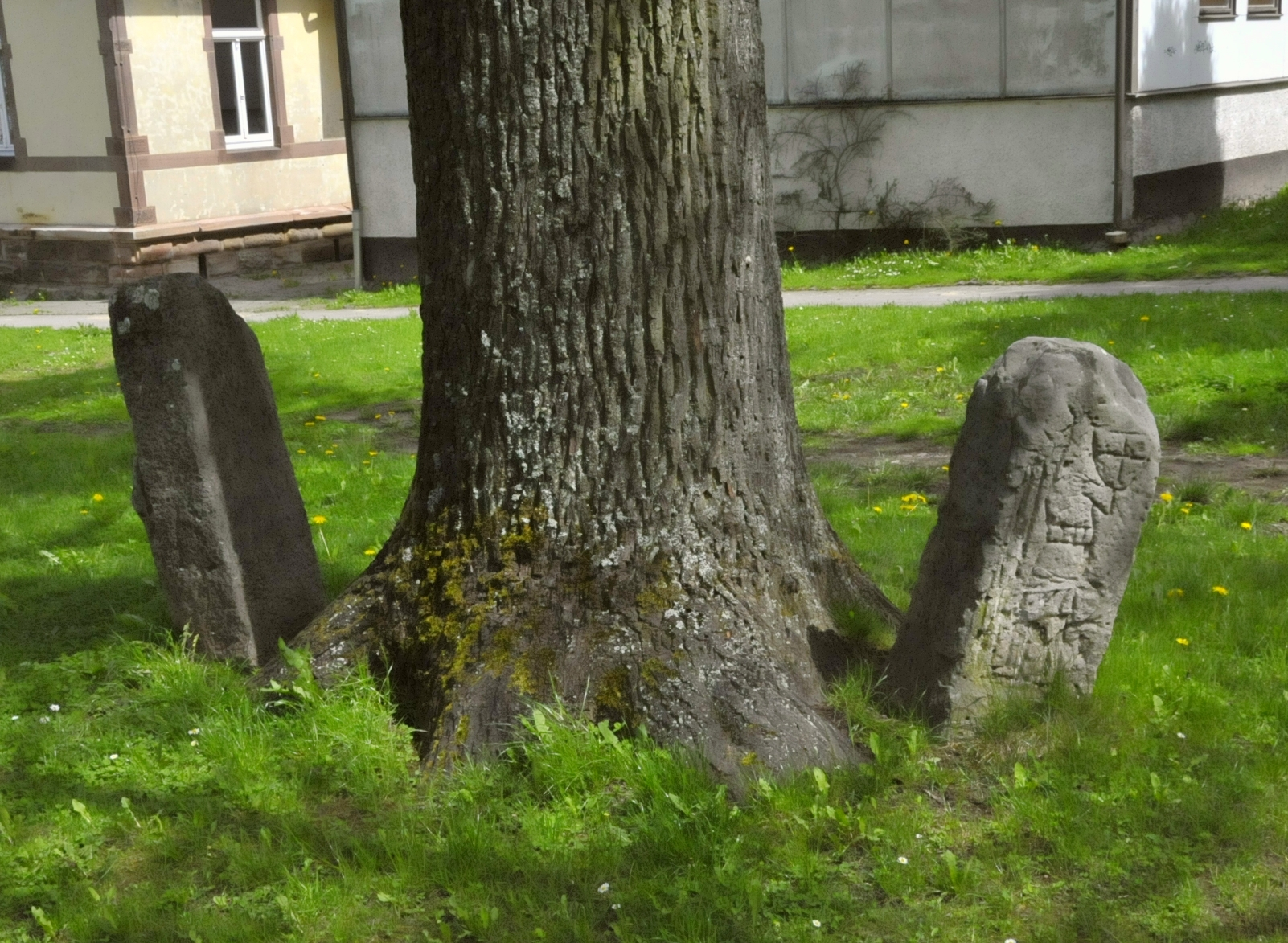
Die Mönchssteine auf dem Lindenplatz in Elgersburg

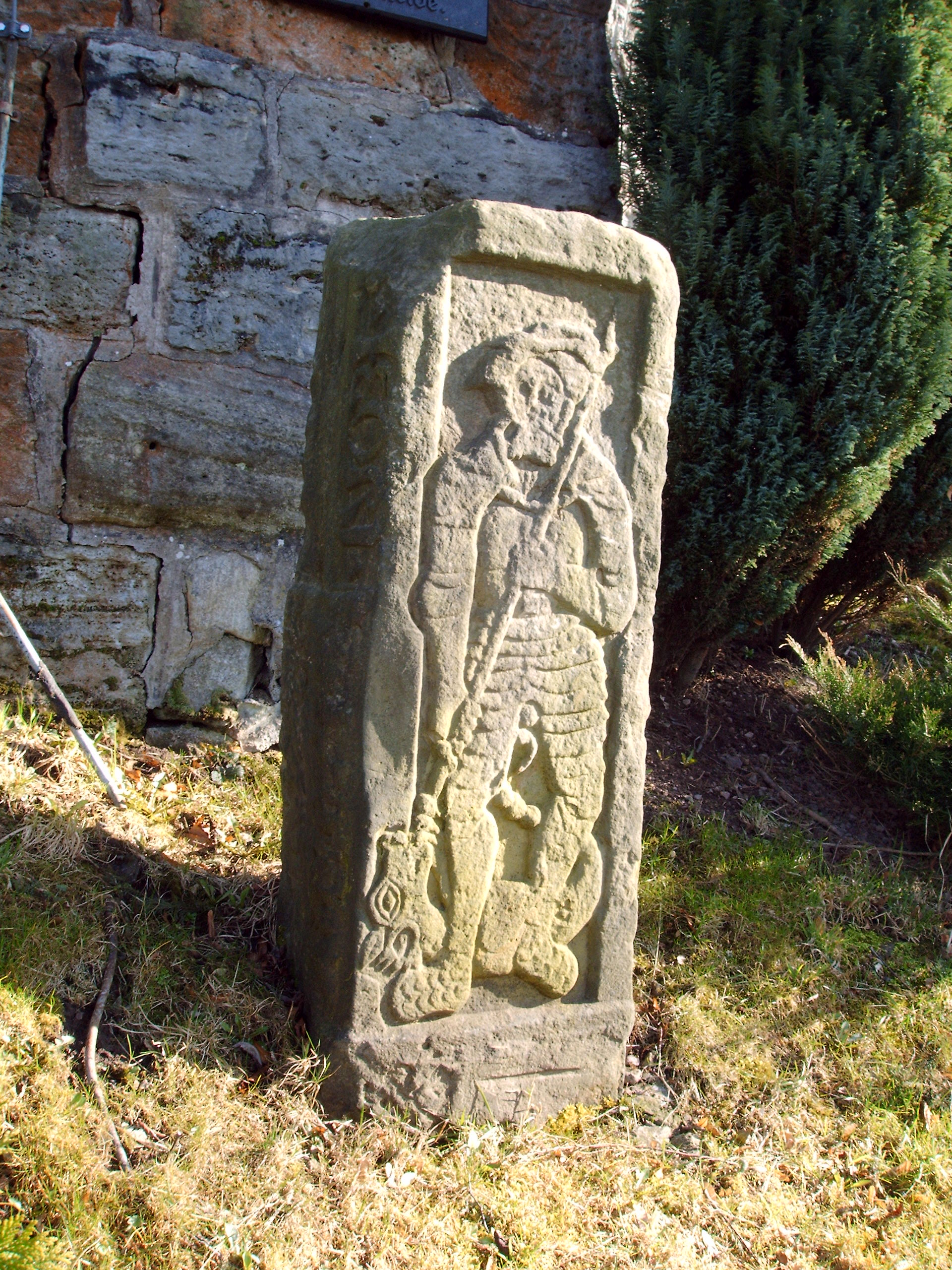
Mönchsstein an der Auffahrt zum Schloss Elgersburg

Wie Urkunden aus den Jahren 1221 und 1228 (in den Staatsarchiven Gotha und Magdeburg) bestätigen, schenkte der Landgraf Ludwig IV. (Ehegatte der Heiligen Elisabeth) dem Kloster Ichtershausen etwa 25 ha Wald- und Landbesitz. Wie üblich, wurden die Grenzen des Gebietes von den Mönchen mit mächtigen Grenzsteinen markiert, die das Bild ihres Schutzpatrons, des Heiligen Georg, tragen. Diese Steine werden Mönchssteine genannt.
Einer von vier noch vorhandenen dieser Steine wurde im Jahre 1903 vom Manebacher Lehrer Bader in etwa 50 m Entfernung vom Mönchhof am Weg zur Marienquelle entdeckt, zusammen mit Waldwart Frankenberg ausgegraben und zum Mönchhof gebracht. Er wurde im 12. Jahrhundert, vermutlich bald nach der Schenkung, aufgestellt. Die Darstellung ist stark verwittert. Aus älteren Beschreibungen geht hervor, dass es den Heiligen Georg als Relief mit einer Inschrift an der Seite zeigte. Georg trug einen dreieckigen Schild in der linken und eine Lanze in der rechten Hand und war bekleidet mit einem langen, bis an das Knie reichenden Kettenhemd. Über ihm „schwebte“ ein Heiligenschein. Der Stein stand an der Ostwand des Gebäudes, bis er am 13. September 1906 an die heutige Stelle versetzt wurde.
Ein weiterer Stein wurde bei Elektrokabelverlegearbeiten etwa 1 km weit in Richtung Elgersburg gefunden und dabei schwer beschädigt. Einige Elgersburger Männer reparierten ihn unter Zuhilfenahme von „Zahnplombenzement“ und stellten den restaurierte Stein, der dem erstgenannten sehr gleicht, im Lindenpark von Elgersburg auf.
Ein dritter Stein, der heute ebenfalls im Lindenpark seinen Platz gefunden hat, begrenzte einst das Mönchtal (heute Steigertal). Er stand ursprünglich an der heutigen Arnstädter Straße, wo einst das Gasthaus Silberblick stand. Hier verläuft heute noch die Gemeindegrenze zu Geratal. 1906 fiel der Gasthof in Schutt und Asche und begrub den Stein unter sich. Nach dem Verbleib auf dem Grundstück des Entdeckers kam der Stein 1960 an seinen heutigen Platz. Auch er gleicht den beiden vorgenannten Grenzsteinen.
Der vierte, noch vorhandene Stein steht auf einem Privatgrundstück und ist der besterhaltene und schönste. Er stammt aus dem 15. Jahrhundert. Vermutlich ist es der Stein, der an der Auffahrt zum Schloss Elgersburg steht.

## Trivia
Der Wanderschriftsteller August Trinius, der den Rennsteig-Boom ausgelöst hatte, hat sich in einem Gedicht ebenfalls dem Mönchhof gewidmet.